# Attagenus pellio
Espèce
Attagenus pellio est une espèce d'insectes coléoptères de la famille des Dermestidae.
Il mesure environ 5 mm. L'adulte, noir avec deux taches blanches, vole en été et se nourrit sur les fleurs, de pollen et de nectar. Il peut pénétrer dans les maisons et s'y reproduire.